# Modesto Augusto Vieira
Dom Modesto Augusto Vieira (Santa Bárbara, 2 de dezembro de 1865 — Mariana, 27 de dezembro de 1916) foi um bispo católico brasileiro.

## Biografia
Dom Modesto Augusto Vieira nasceu em Brumal, um pequeno distrito de Santa Bárbara, MG, aos pés do Santuário do Caraça em 02 de dezembro de 1865. Estudou no Seminário de Mariana e foi ordenado presbítero em 11 de maio de 1890. Foi pároco da cidade de Caratinga. Em 12 de maio de 1911 foi nomeado bispo da Diocese de São Luís de Cáceres, no Mato Grosso, sendo sagrado em 25 de julho de 1912, pelas mãos de Dom Silvério Gomes Pimenta, tendo como co-consagrante Dom Antônio Augusto de Assis. Porém, não chegou a tomar posse desta diocese, que não dispunha de recursos e meios para acolher seu novo bispo. A diocese recém-criada não dispunha de casa, catedral, nem meios para viver: não oferecia as condições mínimas para a instalação e sustentação dos trabalhos curiais e pastorais.. Em 12 de janeiro de 1914 foi nomeado bispo-titular de Archelais e auxiliar de Mariana.
Morreu em Mariana, aos 27 de dezembro de 1916, com 51 anos de idade. Seus restos mortais se encontram sepultados na Cripta da Catedral Basílica de Nossa Senhora da Assunção.